# Erich Potthoff
Erich Potthoff (* 10. Januar 1914 in Köln; † 2. Mai 2005 in Meerbusch) war Ökonom und Hochschullehrer, Wirtschaftsprüfer und Landtagsabgeordneter.

## Leben und Wirken
Potthoff war nach einer kaufmännischen Lehre 1934 und 1935 als kaufmännischer Angestellter tätig. Anschließend studierte er Betriebs- und Wirtschaftswissenschaften in Köln. Im Jahr 1939 machte er den Abschluss eines Diplom-Kaufmanns. Anschließend promovierte Potthoff 1941 zum Dr. rer. pol. Zwischen 1937 und 1940 war er als wissenschaftlicher Assistent bei Eugen Schmalenbach tätig. Anschließend war er bis 1946 Handelsbevollmächtigter und Prokurist der von Schmalenbach gegründeten Hartkopf + Rentrop Treuhand KG.
Im Jahr 1946 war Potthoff Mitglied der SPD und vertrat die Partei im Ernannten Landtag von Nordrhein-Westfalen. Außerdem war er 1947 und 1948 Mitglied des Wirtschaftsrates der Bizone.
Zwischen 1946 und 1949 und noch einmal von 1952 bis 1956 leitete Potthoff zeitweise zusammen mit Viktor Agartz das wirtschaftswissenschaftliche Institut der Gewerkschaften in Köln. Dazwischen war er Mitglied der Stahltreuhandvereinigung in Düsseldorf. In den Jahren 1957 bis 1963 war Potthoff Vorstandsmitglied des Zentralverbandes deutscher Konsumgenossenschaften mit Sitz in Hamburg.
Seit 1963 war er Vorstandsmitglied der Wirtschaftsberatungs-AG (WIBERA) in Düsseldorf. Außerdem war Potthoff von 1961 bis 1980 Lehrbeauftragter an der Universität in Hamburg. Seit 1963 war er auch Honorarprofessor an der Universität Köln. Zwischen 1969 und 1976 war Potthoff Vorstandsvorsitzender des Instituts der Wirtschaftsprüfer in Deutschland e. V. Er war außerdem Mitbegründer der Fachzeitschrift „Der Betrieb.“
Außerdem war Potthoff von 1946 bis 1983 Vorstandsmitglied und zeitweise Präsident beziehungsweise Vizepräsident der Schmalenbach-Gesellschaft. Im Jahr 1996 wurde Potthoff wegen seiner Verdienste um die Betriebswirtschaftslehre von der wirtschaftswissenschaftlichen Fakultät der Westfälischen Wilhelms-Universität in Münster die Ehrendoktorwürde verliehen.
Zusammen mit Fritz Bauer, Willi Eichler und Otto Stammer gab er die Zeitschrift Die Neue Gesellschaft heraus.